# Nouzerolles
Nouzerolles ist eine Gemeinde im Zentralmassiv in Frankreich. Sie gehört zur Region Nouvelle-Aquitaine, zum Département Creuse, zum Arrondissement Guéret und zum Kanton Dun-le-Palestel. Sie grenzt im Süden und im Westen an Fresselines, im Norden an Lourdoueix-Saint-Michel, im Nordosten an Méasnes und im Osten an Lourdoueix-Saint-Pierre. Die Bewohner nennen sich Nouzerollois. Sie wohnen verteilt in den Dörfern Le Baillevent, Le Baron, Le Bragoulet, Le Grand Domaine, La Jarrige, Le Puy Balièbre und La Rapidière. Der Ortsname hat einen galloromanischen Ursprung. Frühere Namen waren je nach Zeitepoche „Nucarium“, „Nouziers“ und „Nouzerines“.

## Sehenswürdigkeiten
- Kirche Saint-Pierre

## Bevölkerungsentwicklung
| Jahr      | 1962 | 1968 | 1975 | 1982 | 1990 | 1999 | 2008 | 2012 |
| --------- | ---- | ---- | ---- | ---- | ---- | ---- | ---- | ---- |
| Einwohner | 230  | 196  | 176  | 139  | 111  | 100  | 102  | 103  |